# Skale Tracker
Skale Tracker – następca Fast Trackera. Jego autorami są Baktery oraz Awezoom. Ostatnią wydaną wersją jest 0.82 z 26 lipca 2010 roku.

## Historia i rozwój
Skale Tracker początkowo rozwijany był jako Fast Tracker III, porzucony zanim wyszedł poza wersję alfa. Po kilku latach jego rozwój ruszył ponownie, pod nowym szyldem. Najstarszą wzmiankowaną wersją na forum jest 0.80 z końca września 2004 roku. Niewielkie zmiany wprowadzano mniej więcej co pół roku. Planowane było również przygotowanie wersji dla systemu operacyjnego MacOS, ale szybko z niej zrezygnowano. Mimo zapewnień z sierpnia 2006 r. o kontynuowaniu rozwijania programu, kolejne wersje programu przestały się ukazywać. W marcu 2010 r. autorzy programu ogłosili oficjalne zamknięcie projektu.

## Wybrane możliwości
- Wersja dla Windows oraz Linuksa
- 64 kanały
- Miksowanie 32 bitowe
- Nowy format pliku: SKM (Skale Module)
- Zapisywanie utworów w postaci SKM, XM i MOD
- Eksport utworów do formatu WAV
- Wsparcie MIDI
- Wsparcie dla instrumentów i efektów VST
- Filtry i efekty w postaci wtyczek
- Stereofoniczne próbki
- Dobra konfigurowalność